# Fechteuropameisterschaften 2003
Die Europameisterschaften im Fechten 2003 fanden vom 29. Juni bis zum 3. Juli in Bourges (Frankreich) statt. Es wurden insgesamt zwölf Wettbewerbe ausgetragen, nämlich für Damen und Herren jeweils Einzel- und Mannschaftswettbewerbe in Degen, Florett und Säbel. Da in den Einzelwettbewerben der dritte Platz nicht ausgefochten wurde und stattdessen beide beiden Halbfinalisten sich den dritten Platz teilten, gab es insgesamt zwölf Gold- und Silbermedaillen sowie 18 Bronzemedaillen zu gewinnen. Erfolgreichste Nation war mit insgesamt 13 Medaillen Russland.

## Herren

### Degeneinzel
Am Degeneinzelwettbewerb der Herren nahmen 96 Fechter aus 32 Nationen teil.
| Platz | Sportler       | Land |
| ----- | -------------- | ---- |
| 1     | Gábor Boczkó   | HUN  |
| 2     | Pawel Kolobkow | RUS  |
| 3     | Tomasz Motyka  | POL  |
| 3     | Hugues Obry    | FRA  |

### Degenmannschaft
Am Mannschaftswettbewerb im Herrendegen nahmen 21 Teams teil.
| Platz | Land       | Sportler |
| ----- | ---------- | -------- |
| 1     | Frankreich |          |
| 2     | Ukraine    |          |
| 3     | Italien    |          |

### Floretteinzel
Am Floretteinzelwettbewerb der Herren nahmen 57 Fechter aus 19 Nationen teil.
| Platz | Sportler          | Land |
| ----- | ----------------- | ---- |
| 1     | Simon Senft       | GER  |
| 2     | João Gomes        | POR  |
| 3     | Richard Breutner  | GER  |
| 3     | Jean-Noël Ferrari | FRA  |

### Florettmannschaft
Am Mannschaftswettbewerb im Herrenflorett nahmen 12 Teams teil.
| Platz | Land       | Sportler |
| ----- | ---------- | -------- |
| 1     | Frankreich |          |
| 2     | Ungarn     |          |
| 3     | Russland   |          |

### Säbeleinzel
Am Säbeleinzelwettbewerb der Herren nahmen 33 Fechter aus 11 Nationen teil.
| Platz | Sportler             | Land |
| ----- | -------------------- | ---- |
| 1     | Stanislaw Posdnjakow | RUS  |
| 2     | Alexei Jakimenko     | RUS  |
| 3     | Boris Sanson         | FRA  |
| 3     | Luigi Tarantino      | ITA  |

### Säbelmannschaft
Am Mannschaftswettbewerb im Herrensäbel nahmen 12 Teams teil.
| Platz | Land     | Sportler |
| ----- | -------- | -------- |
| 1     | Russland |          |
| 2     | Italien  |          |
| 3     | Polen    |          |

## Damen

### Degeneinzel
Am Degeneinzelwettbewerb der Damen nahmen 65 Fechterinnen aus 14 Nationen teil.
| Platz | Sportler             | Land |
| ----- | -------------------- | ---- |
| 1     | Tatjana Logunowa     | RUS  |
| 2     | Maarika Võsu         | EST  |
| 3     | Claire Augros        | FRA  |
| 3     | Ildikó Mincza-Nébald | HUN  |

### Degenmannschaft
Am Mannschaftswettbewerb im Damendegen nahmen 13 Teams teil.
| Platz | Land     | Sportler |
| ----- | -------- | -------- |
| 1     | Russland |          |
| 2     | Estland  |          |
| 3     | Italien  |          |

### Floretteinzel
Am Floretteinzelwettbewerb der Damen nahmen 43 Fechterinnen aus 16 Nationen teil.
| Platz | Sportler          | Land |
| ----- | ----------------- | ---- |
| 1     | Gabriella Varga   | HUN  |
| 2     | Valentina Vezzali | ITA  |
| 3     | Swetlana Boiko    | RUS  |
| 3     | Ekaterina Juševa  | RUS  |

### Florettmannschaft
Am Mannschaftswettbewerb im Damenflorett nahmen 8 Teams teil.
| Platz | Land     | Sportler |
| ----- | -------- | -------- |
| 1     | Polen    |          |
| 2     | Italien  |          |
| 3     | Russland |          |

### Säbeleinzel
Am Säbeleinzelwettbewerb der Damen nahmen 31 Fechterinnen aus 8 Nationen teil.
| Platz | Sportler           | Land |
| ----- | ------------------ | ---- |
| 1     | Ilaria Bianco      | ITA  |
| 2     | Natalja Makejewa   | RUS  |
| 3     | Edina Csaba        | HUN  |
| 3     | Jelena Netschajewa | RUS  |

### Säbelmannschaft
Am Mannschaftswettbewerb im Damensäbel nahmen 8 Teams teil.
| Platz | Land          | Sportler |
| ----- | ------------- | -------- |
| 1     | Russland      |          |
| 2     | Frankreich    |          |
| 3     | Aserbaidschan |          |

## Medaillenspiegel
| Platz  | Land          | Gold | Silber | Bronze | Gesamt |
| ------ | ------------- | ---- | ------ | ------ | ------ |
| 1      | Russland      | 5    | 3      | 5      | 13     |
| 2      | Frankreich    | 2    | 1      | 4      | 7      |
| 3      | Ungarn        | 2    | 1      | 2      | 5      |
| 4      | Italien       | 1    | 3      | 3      | 7      |
| 5      | Polen         | 1    | 0      | 2      | 3      |
| 6      | Deutschland   | 1    | 0      | 1      | 2      |
| 7      | Estland       | 0    | 2      | 0      | 2      |
| 8      | Portugal      | 0    | 1      | 0      | 1      |
| 8      | Ukraine       | 0    | 1      | 0      | 1      |
| 10     | Aserbaidschan | 0    | 0      | 1      | 1      |
| Gesamt | Gesamt        | 12   | 12     | 18     | 42     |